# Округ Армстронг (Пенсилванија)
Округ Армстронг (енгл. Armstrong County) је округ у америчкој савезној држави Пенсилванија.

## Демографија
По попису из 2010. године број становника је 68.941, што је 3.451 (-4,8%) становника мање него 2000. године.
| Група             | 2000.          | 2010.          |
| Белци             | 70.976 (98,0%) | 67.326 (97,7%) |
| Афроамериканци    | 592 (0,8%)     | 553 (0,8%)     |
| Азијати           | 89 (0,1%)      | 150 (0,2%)     |
| Хиспаноамериканци | 308 (0,4%)     | 366 (0,5%)     |
| Укупно            | 72.392         | 68.941         |